# (55637) 2002 UX25
(55637) 2002 UX25 – planetoida z grupy obiektów transneptunowych, krążąca wokół Słońca w Pasie Kuipera, prawdopodobnie należąca do grupy obiektów klasycznych.

## Odkrycie i nazwa
Obiekt (55637) 2002 UX25 został odkryty w ramach programu Spacewatch w dniu 30 października 2002 roku. Planetoida nie posiada jeszcze nazwy własnej, a jedynie oznaczenie prowizoryczne i stały numer.

## Orbita
Orbita 2002 UX25 nachylona jest pod kątem 19,4˚ do ekliptyki, a jej mimośród wynosi 0,146. Ciało to krąży w średniej odległości ok. 43,0 j.a. wokół Słońca; na jeden obieg potrzebuje 282 lata ziemskie. Peryhelium tego obiektu znajduje się w odległości 36,7 j.a., aphelium zaś 49,3 j.a. od Słońca.
(55637) 2002 UX25 prawdopodobnie jest klasycznym obiektem Pasa Kuipera – niepozostającym w rezonansie orbitalnym z Neptunem, w przeciwieństwie do np. plutonków czy twotino.

## Charakterystyka fizyczna
Ta odległa planetoida ma średnicę szacowaną na ok. 665 km. Jej absolutna wielkość gwiazdowa wynosi ok. 3,83m. Albedo natomiast określa się na ok. 0,11 – jest więc to przypuszczalnie obiekt odbijający niewiele światła słonecznego. Jest to największe znane ciało Pasa Kuipera, którego średnia gęstość nie przekracza 1 g/cm3. Obiekty tak masywne jak (55637) 2002 UX25 prawdopodobnie cechują się niewielką porowatością, można więc wnioskować, że planetoida składa się przede wszystkim z lodu, a udział skał w jej wnętrzu jest niewielki.

## Księżyc planetoidy
W lutym 2007 roku doniesiono o odkryciu towarzysza (55637) 2002 UX25, który oznaczony został prowizorycznie S/2007 (55637) 1. Ma on średnicę szacowaną na ok. 210 km. Krąży wokół 2002 UX25 w średniej odległości ok. 4770 km, w czasie 8,3094 dni, po eliptycznej orbicie o stosunkowo wysokim (0,17 ± 0,03) mimośrodzie.